# Bellows Knoll
Der Bellows Knoll (englisch sinngemäß für Blasebalghügel) ist ein 142 m hoher Hügel auf Horseshoe Island vor der Fallières-Küste des Grahamlands auf der Antarktischen Halbinsel. Er ragt westlich der fünf Seen des Farrier Col auf.
Das UK Antarctic Place-Names Committee benannte ihn im März 2022 im Kontext zur Benennung von Horseshoe Island nach einem Blasebalg, wie er in einer Hufschmiede zum Einsatz kommt.